# Beverly (Virginie-Occidentale)
Pour les articles homonymes, voir Beverly.
Beverly est une ville américaine située dans le comté de Randolph en Virginie-Occidentale.
Selon le recensement de 2010, Beverly compte 702 habitants. La municipalité s'étend sur 0,45 milles carrés (1,17 km2).
La ville est d'abord appelée Edmundton, en l'honneur d'Edmund Randolph, gouverneur de Virginie. Elle est renommée Beverly en 1790, lorsqu'elle est reconnue par l'Assemblée générale de Virginie,. Ce nom serait un hommage à Beverly Randolph, la mère d'Edmund,. Cependant, cette théorie est contestée par certains historiens.